# Rijksweg 54
De Rijksweg 54 (A54) was een geplande autosnelweg van (het destijds geplande) knooppunt Harnasch (A4) via knooppunt Westerlee (A20) naar de Maasvlakte (N15). Deze route was alternatief, en zou er alleen komen als de A4 door Midden-Delfland niet gebouwd kan worden. In dat geval zou er een nieuwe tunnel komen bij de Europoort, de Oranjetunnel.
De ministers van Verkeer en Waterstaat en VROM hebben in mei 2006 de Tweede Kamer geïnformeerd dat alleen de A4 Delft-Schiedam verdergaat in de procedure op basis van de Alternatieven-MER en het advies van de Commissie m.e.r. Dit alternatief bleek het beste voor milieu en leefomgeving en voor een goede doorstroming van het verkeer, waarmee de plannen voor de eventuele A54 terzijde werden geschoven.
Het nummer 54 was eerder in gebruik voor de route Nijmegen-Venlo (nu de N271). Sinds het Rijkswegenplan van 1932 tot het Rijkswegenplan van 1968 heeft die route de Rijksweg 54 geheten. Na 1968 werd het de Rijksweg 73 en kwam het nummer 54 vrij.